# Mechano-Growth Factor
IGF-1 Ec è una isoforma dell'IGF-1 (Fattore di crescita insulino-simile 1). È anche conosciuto come MGF (Fattore di Crescita Meccanico) in quanto si è riscontrato attivarsi in risposta a stimoli muscolari meccanici.
A differenza dell'IGF-1 non circola sistematicamente nell'organismo, si attiva in loco ed esplica la sua funzione a livello locale stimolando la maturazione e la crescita oltre che delle cellule muscolari già esistenti anche delle cellule satellite quiescenti, promuove inoltre la sintesi proteica oltre che il trasporto del glicogeno all'interno delle cellule bersaglio stesse. È quindi imputabile alla sua presenza sia ipertrofia che iperplasia delle cellule muscolari scheletriche.